# Hôtel de la Caisse d'épargne de Vouziers
L'hôtel de la Caisse d'épargne est un bâtiment du début du XIXe siècle situé à Vouziers, en France. Il a autrefois accueilli un établissement bancaire, pour lequel il a été construit.

## Situation et accès
L'édifice est situé au no 47 de la rue Bournizet, à l'ouest de Vouziers, et plus largement au sud du département des Ardennes.

## Histoire

### Contexte
Avant son installation dans le nouvel hôtel, la Caisse d'épargne siège dans un immeuble sis place Carnot, anciennement propriété de la famille Péronne (dont est issu le maire et sénateur Louis Eugène Péronne). Cet immeuble est vendu le 29 novembre 1913, lors d'une adjudication à l'hôtel de ville, à Mme veuve Damay, une rentière de la ville, pour la somme de 10 005 francs.

### Concours
À la fin de 1909, un concours pour la construction d'un hôtel de la Caisse d'épargne est ouvert. Sept projets d'architectes de la région sont reçus. Le jury se réunit le 7 mars 1910 pour choisir et classer les projets. Il est composé de 8 personnes :
- du maire de la ville, Maurice Bosquette (président) ;
- de 4 administrateurs de la Caisse d'épargne ;
- de 3 architectes choisis par les concurrents : Charles Nizet[4] (S.C.), Charles Albert Gautier (S.C. et S.A.D.G.) et Louis-Ernest Mougenot-Méline (S.A.D.G.)[3].

| Prix | Pour | Contre | Candidat     | Ville du candidat         | Prime |
| ---- | ---- | ------ | ------------ | ------------------------- | ----- |
| 1er  | 7    | 1      | Octave Gelin | Châlons-sur-Marne (Marne) |       |
| 2e   | 5    | 3      | Henry Couty  | Sedan (Ardennes)          | 300 F |
| 3e   | 8    | 0      | F. Péletier  | Charleville (Ardennes)    | 200 F |

Sur proposition de Mougenot, il est décidé que les projets de Couty et Péletier leur soient rendus.

### Inauguration
Le 19 juin 1913, une fête est organisée dans la rue Bournizet, près de ce nouvel édifice, ; dans leur rapport, la presse locale annonce que ce dernier devrait être inauguré « sans doute sous peu ». 

### Services de la Mairie
En avril 1919, les services de la Mairie sont réinstallés au rez-de-chaussée de cet hôtel.

### Conversion
Après le départ de l'agence du groupe Caisse d'épargne, l'hôtel est racheté en avril 2016 par un particulier. Au rez-de-chaussée, des médecins spécialistes installent leur cabinet ; l'arrière du premier étage devient occupé par le cabinet de géomètres-experts Delaloi. La grande salle, ancienne salle du conseil d'administration, est investie par la marque de champagne de la famille Mignon qui y organise des dégustations et ventes.

## Structure

### Extérieur
L'hôtel s'élève sur trois niveaux. Sa façade comprend une ornementation florale et frutière, un balcon en fer forgé, et fait figurer un tressage de l'osier en référence à l'activité abondante des vanniers dans l'Argonne à l'époque de son édification.

### Intérieur
La grande salle du conseil d'administration se voit orner d'une fresque murale représentant l'ancien guichet ainsi que d'une  cheminée finement travaillée.